# Kościół św. Anny w Łąsku Wielkim
Kościół świętej Anny w Łąsku Wielkim – rzymskokatolicki kościół parafialny należący do parafii pod tym samym wezwaniem (dekanat koronowski diecezji pelplińskiej).
Kościół położony jest na niewielkim wzniesieniu. Jest to świątynia wzniesiona w stylu barokowym, murowana, wybudowana przez zakon Cystersów w 1767 roku. Później została gruntownie odnowiona w 1892 roku. Wyposażenie wnętrza reprezentuje styl rokokowy z czasów budowy, w ołtarzu głównym są umieszczone obrazy namalowane w I połowie XIX wieku, w polu środkowym znajduje się „Przemienienie” według Rafaela Santiego.